# Franziskanerkirche Kłodzko

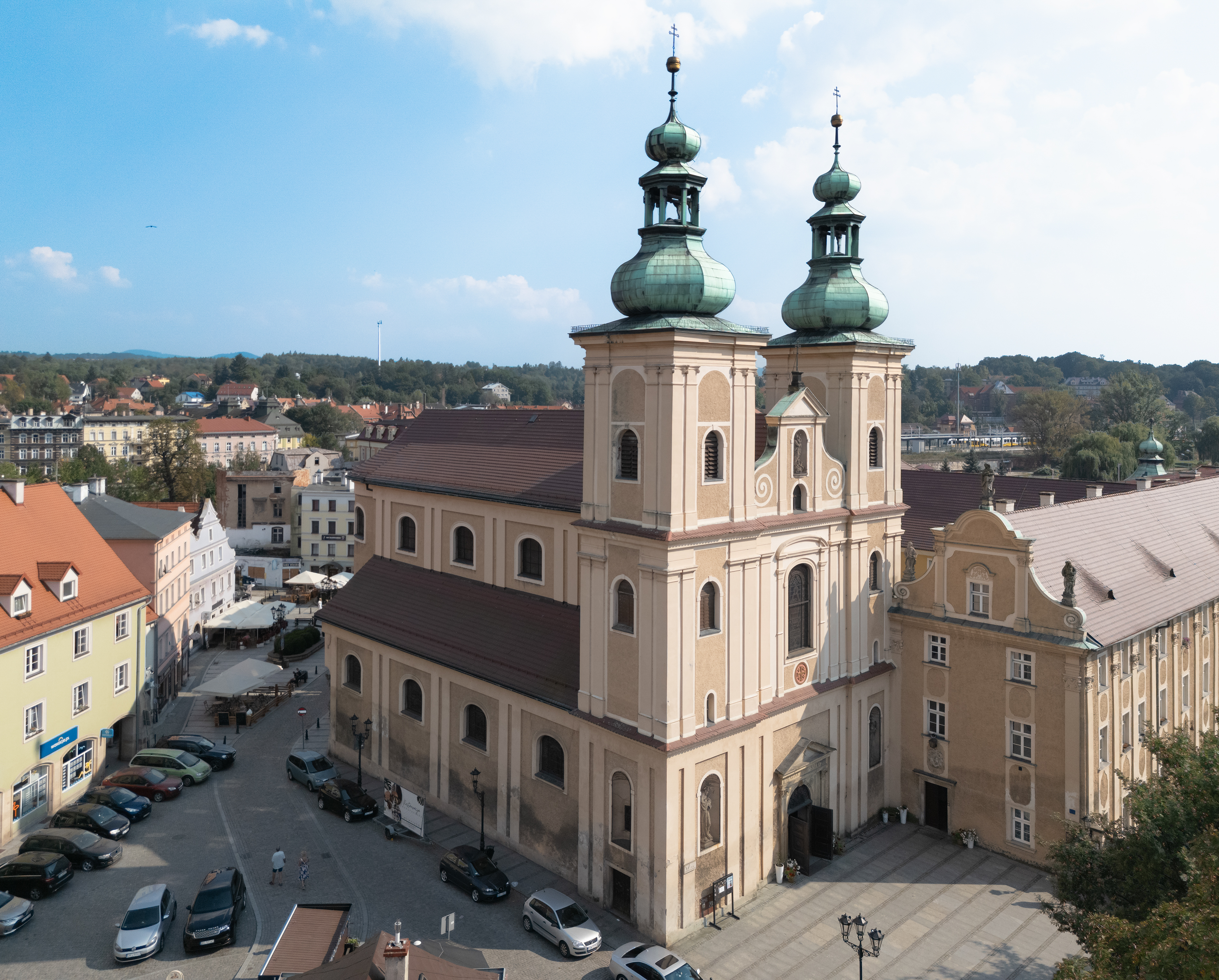
Kirche (2024)

Die Franziskanerkirche (auch Minoritenkirche), seit 1946 polnisch Kościół Matki Bożej Różańcowej (Maria-Rosenkranz-Kirche) ist eine römisch-katholische Kirche in Kłodzko (Glatz) in Niederschlesien (vormals Grafschaft Glatz). Das heutige Gebäude wurde in den Jahren 1628 bis 1631 an der Stelle einer älteren Kirche errichtet. Es steht unter Denkmalschutz.

## Lage
Die Franziskanerkirche steht am Franziskanerplatz auf der durch die Glatzer Neiße und den Mühlgraben gebildeten Insel mit dem Namen Sandinsel und ist seit ältesten Zeiten hochwassergefährdet. Sie liegt gegenüber dem unteren Ende der Mühlgrabenbrücke und damit außerhalb der vormals durch die Stadtmauer geschützten Altstadt. Nach Süden schließt sich der Komplex des Franziskanerklosters an.

## Geschichte

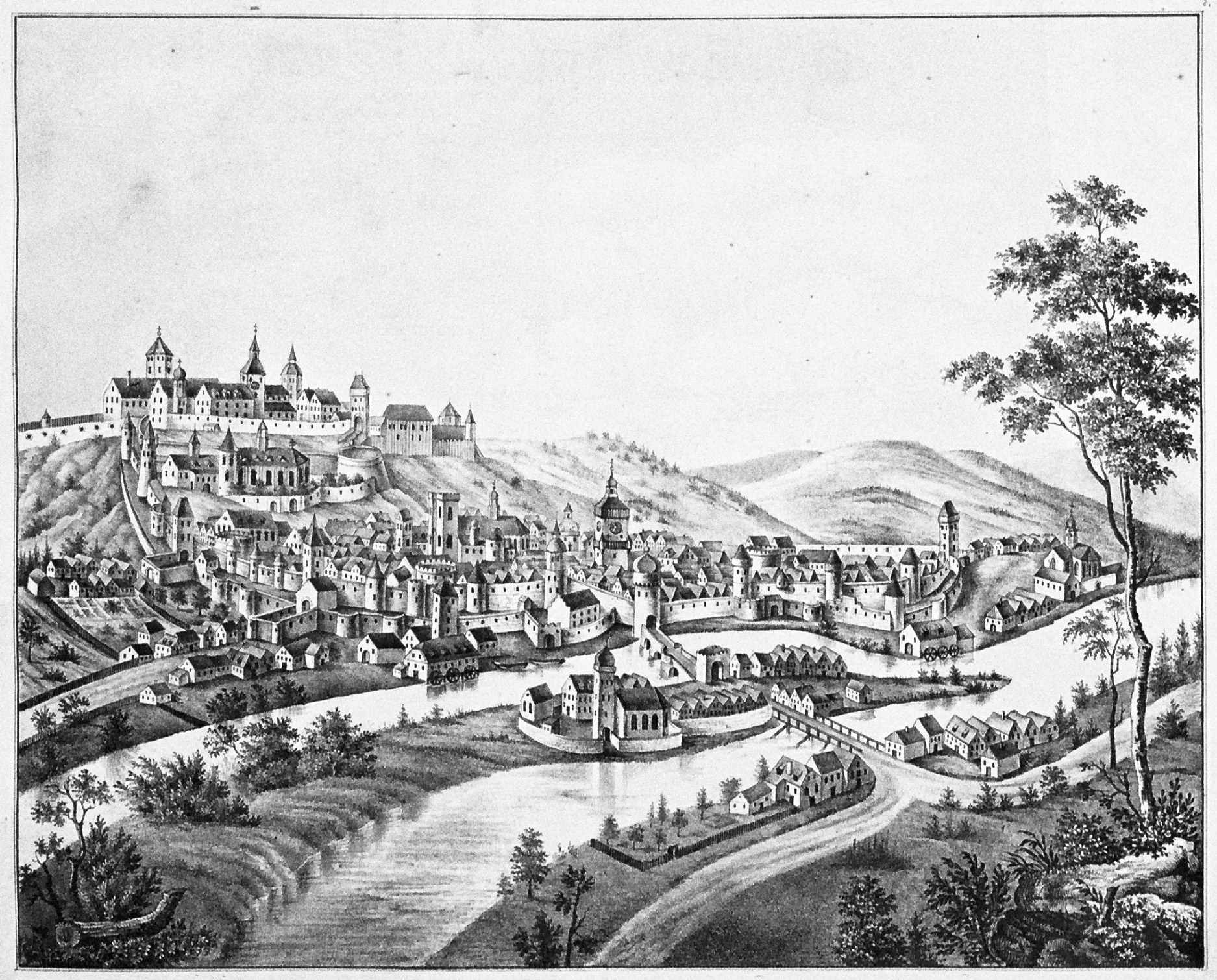
Glatz um 1500 Franziskanerkirche eintürmig
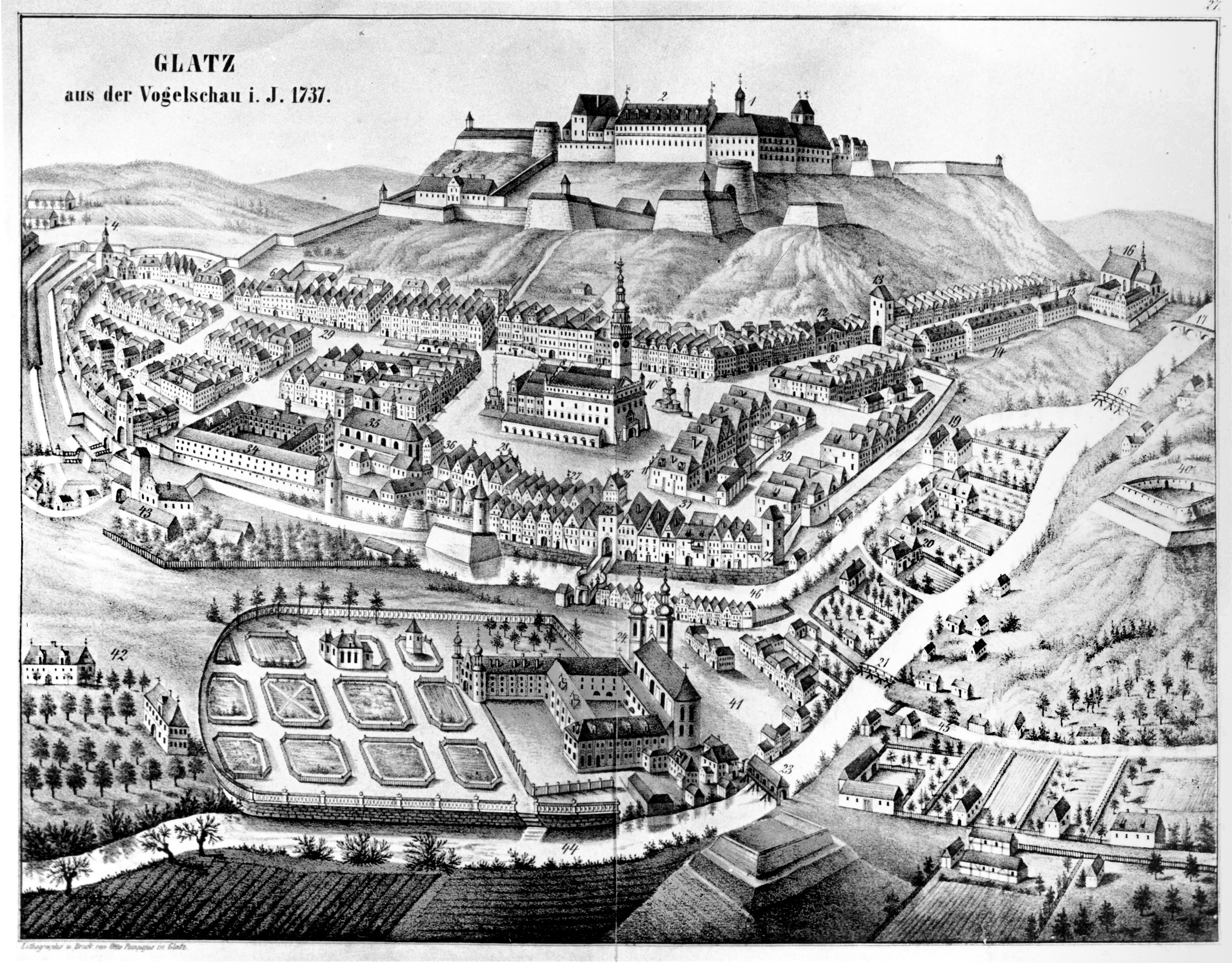
Glatz 1737 Franziskanerkirche, heutiger Bau

Um die Mitte des 13. Jahrhunderts kamen Franziskanermönche nach Glatz und errichteten das hölzerne Kloster „Maria auf dem Sande“ samt einer Holzkapelle, die 1264 als Kirche erwähnt wurde. Nach der Zerstörung in den Hussitenkriegen wurden um 1470 Kirche, damals noch eintürmig, und  Kloster wieder aufgebaut.
Nach der Reformation blieb die Kirche zunächst ohne Kloster. Nachdem die Franziskaner ihr Gelände 1604 zurückerhalten hatten, begann  eine rege Bautätigkeit, zu Beginn des Dreißigjährigen Krieges kurz unterbrochen. Von 1628 bis 1631 entstand anstelle der Kirche aus dem 15. Jahrhundert der Rohbau der Kirche in ihrer heutigen Form. Die Innenausstattung konnte erst 1697 fertiggestellt werden.

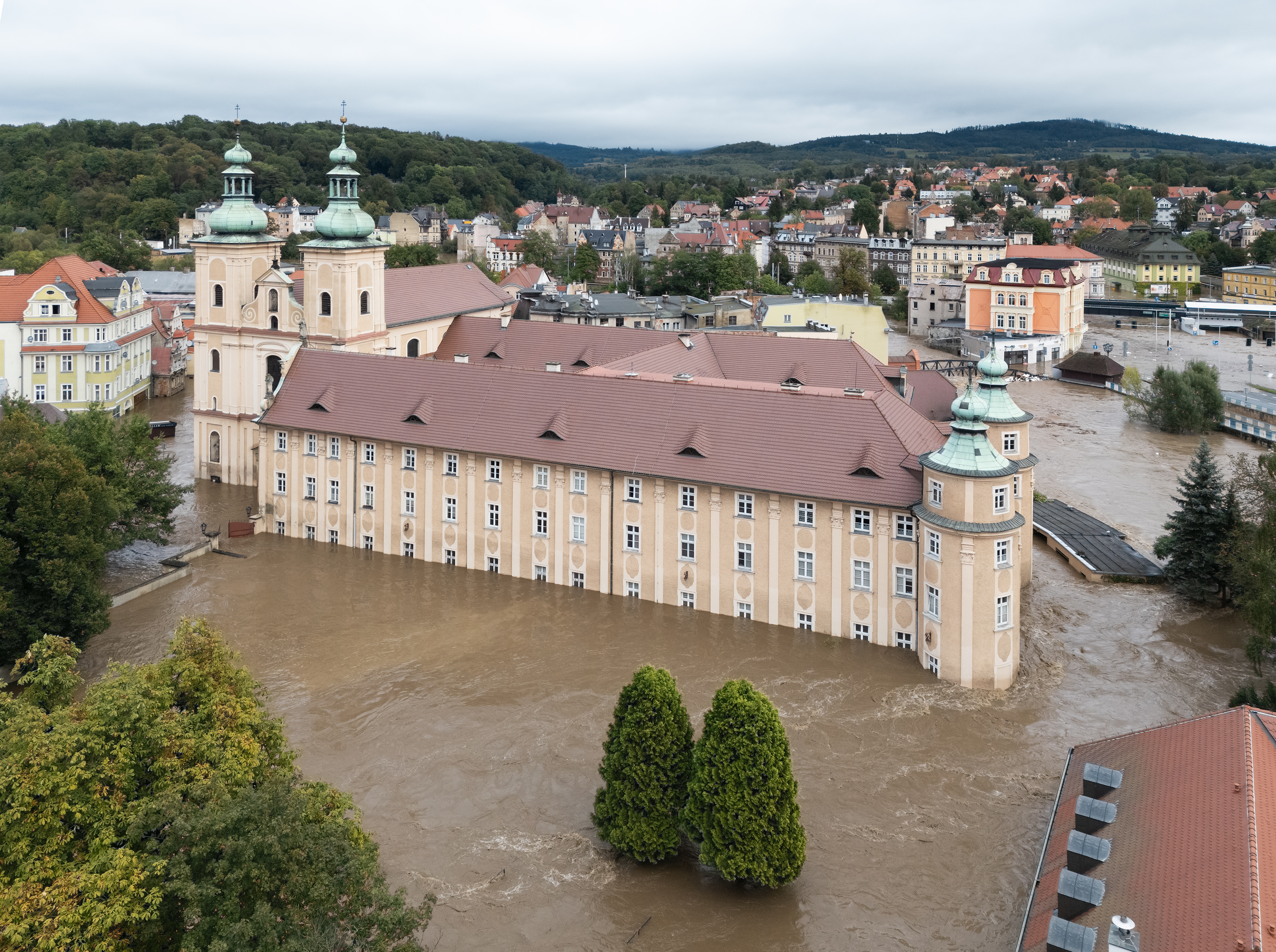
Kirche und Kloster beim Hochwasser in Mitteleuropa im September 2024

1783 wurden Kirche und Kloster von einem Hochwasser überflutet. Die Behebung der Schäden musste aus Kostengründen zunächst lange unterbleiben. Nach der Säkularisation von 1810 wurde das Kloster in ein Lazarett umgewandelt, und die Kirche wurde zur Garnisonskirche. Der Name musste aber bald der Minoritenkirche weichen.
Nach dem Übergang Schlesiens an Polen infolge des Zweiten Weltkrieges 1945 wurde die Kirche für die Gottesdienste der Deutschen bestimmt, bis im November 1946 die letzten deutschen Patres und fast alle Gläubigen vertrieben Waren. Das Gotteshaus diente nun als zweite Stadtpfarrkirche. Zugleich wurde sie in „Kirche Unserer Lieben Frau vom Rosenkranz“ umbenannt.
1974/1975 und 1993/1994 wurde die Kirche renoviert. 1998–2010 wurden die Schäden des Hochwassers von 1997 beseitigt. Beim Hochwasser in Mitteleuropa im September 2024 wurden Kirche und Kloster wiederum überflutet.

## Architektur
Die Franziskanerkirche ist eine dreischiffige Basilika, wobei die Seitenschiffe durch jeweils vier Kapellen mit schmalen Durchgängen gebildet werden. Die Länge des Bauwerks beträgt etwa 40 Meter, die Abweichung der Längsachse von der Ostrichtung −5°. Das Langhaus mit vier Jochen besitzt in seinem Obergaden Bogenfenster. Den Chorraum schließt eine halbrunde Apsis.

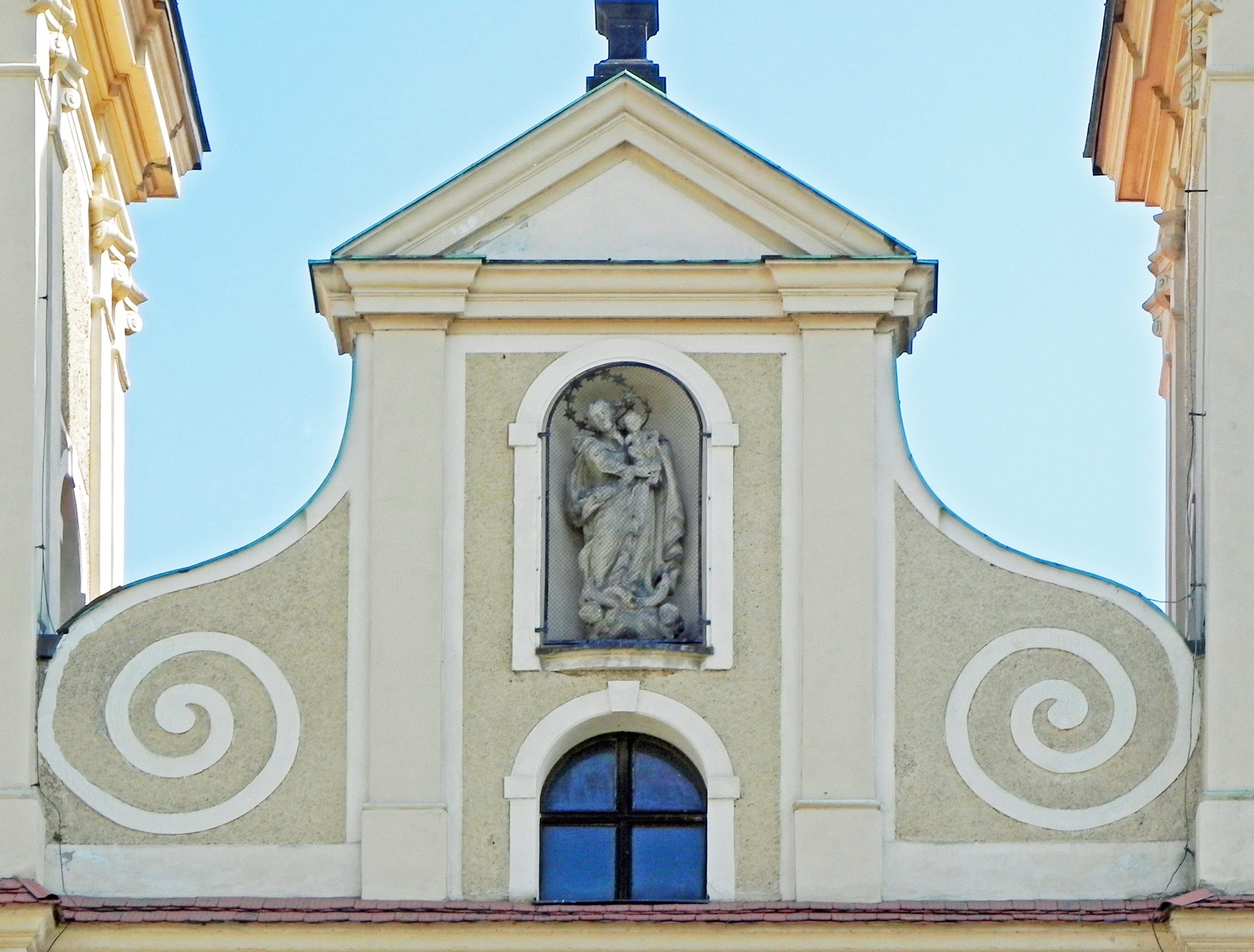
Mittelgiebel mit Marienstatue
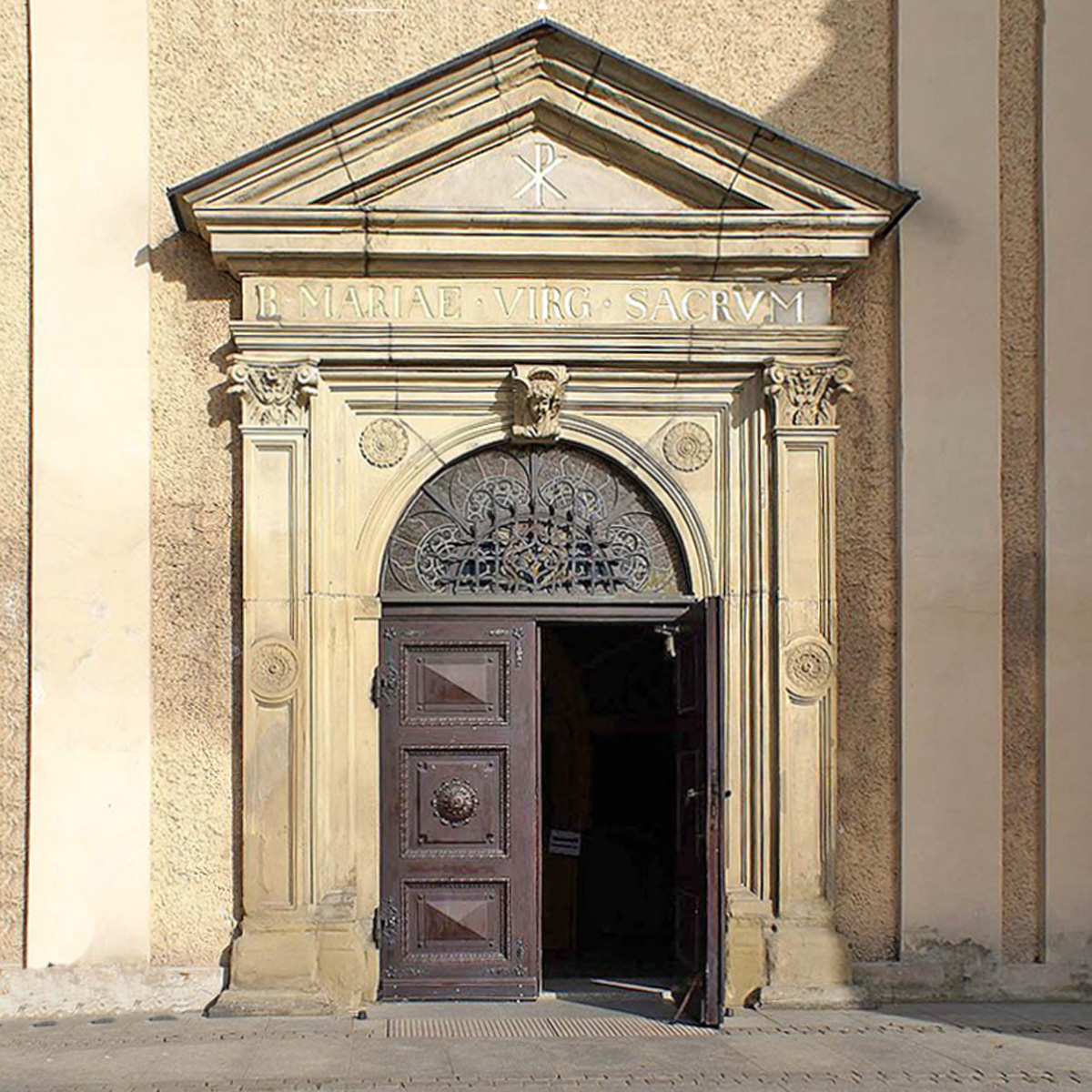
Pforte mit Supraportenfenster
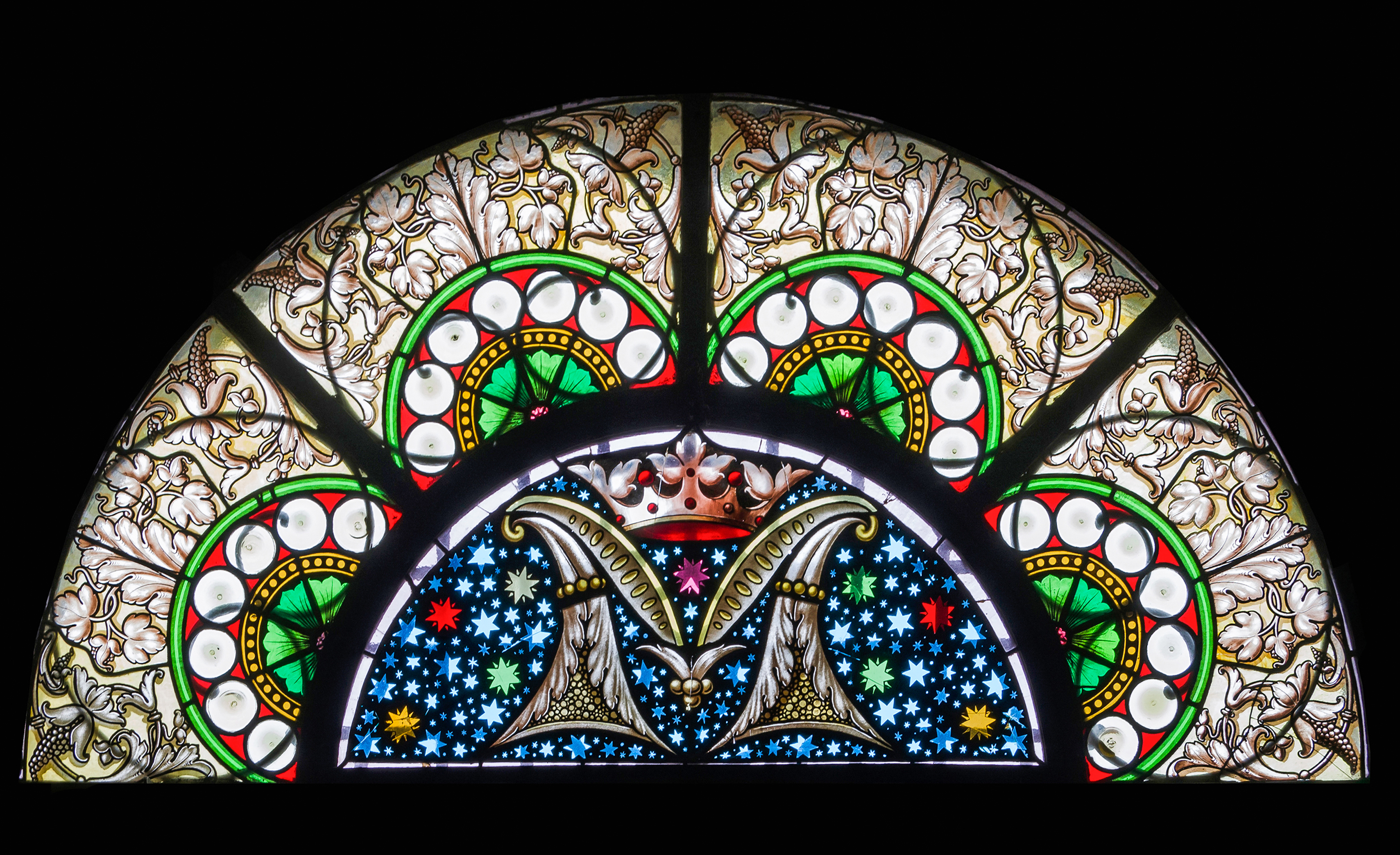
Supraportenfenster von innen

An der Westfront die Kirche stehen zwei dreistöckige Türme. Die Ecken der Türme sind mit zwei Pilasterstreifen verziert, deren Kapitelle im ersten Stock toskanisch und im zweiten korinthisch sind. Die Türme wurden mit doppelten, zwiebelförmigen, kupfergedeckten Helmen mit Laterne abgeschlossen.
In Nischen im Erdgeschoss der Türme und in dem mit Spiralen geschmückten Mittelgiebel befinden sich Statuen. Die mit Pilastern geschmückte Eingangspforte hat im Bogen über der Tür ein Farbglasfenster (Supraporte).

## Ausstattung

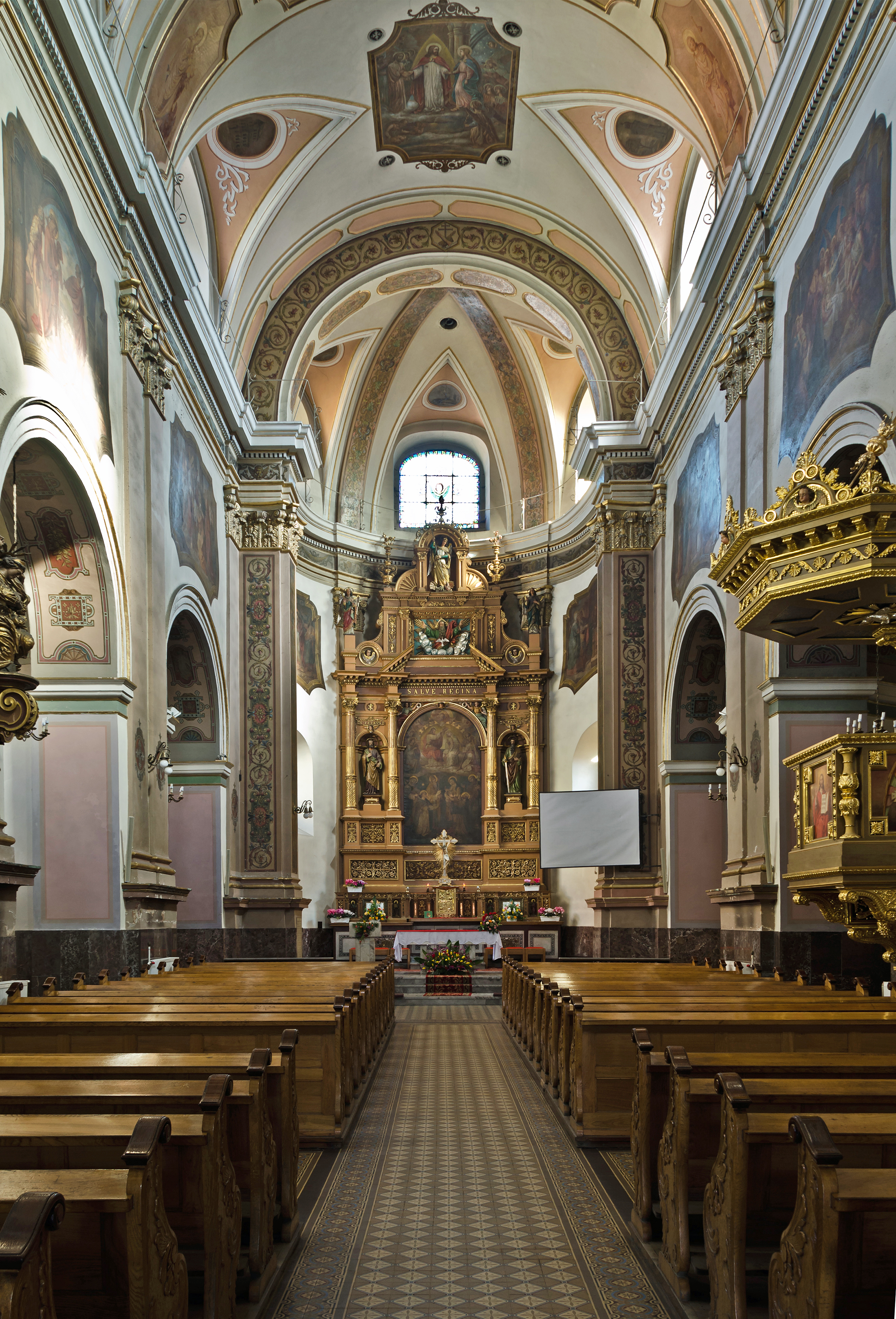
Kirchenschiff
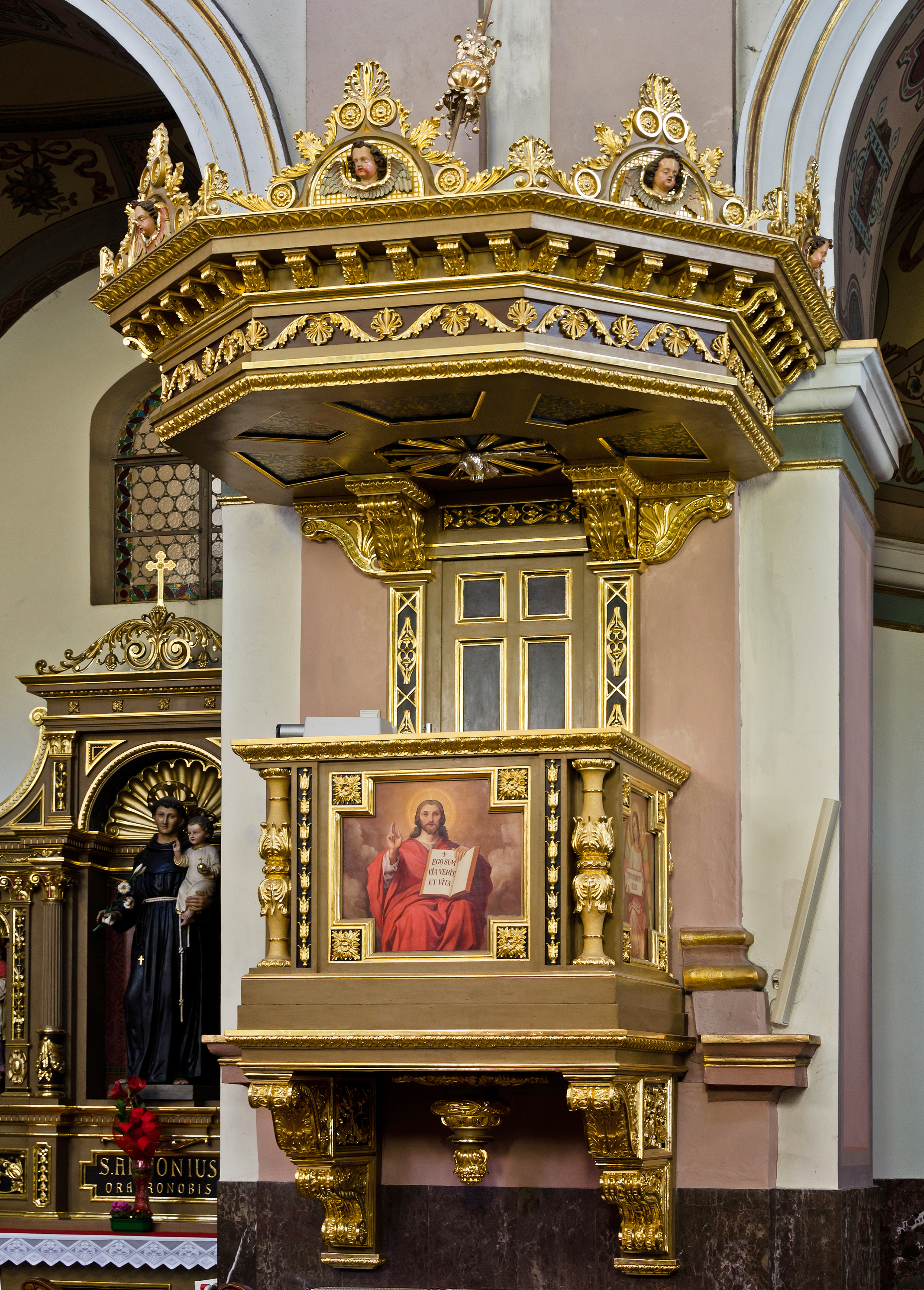
Kanzel
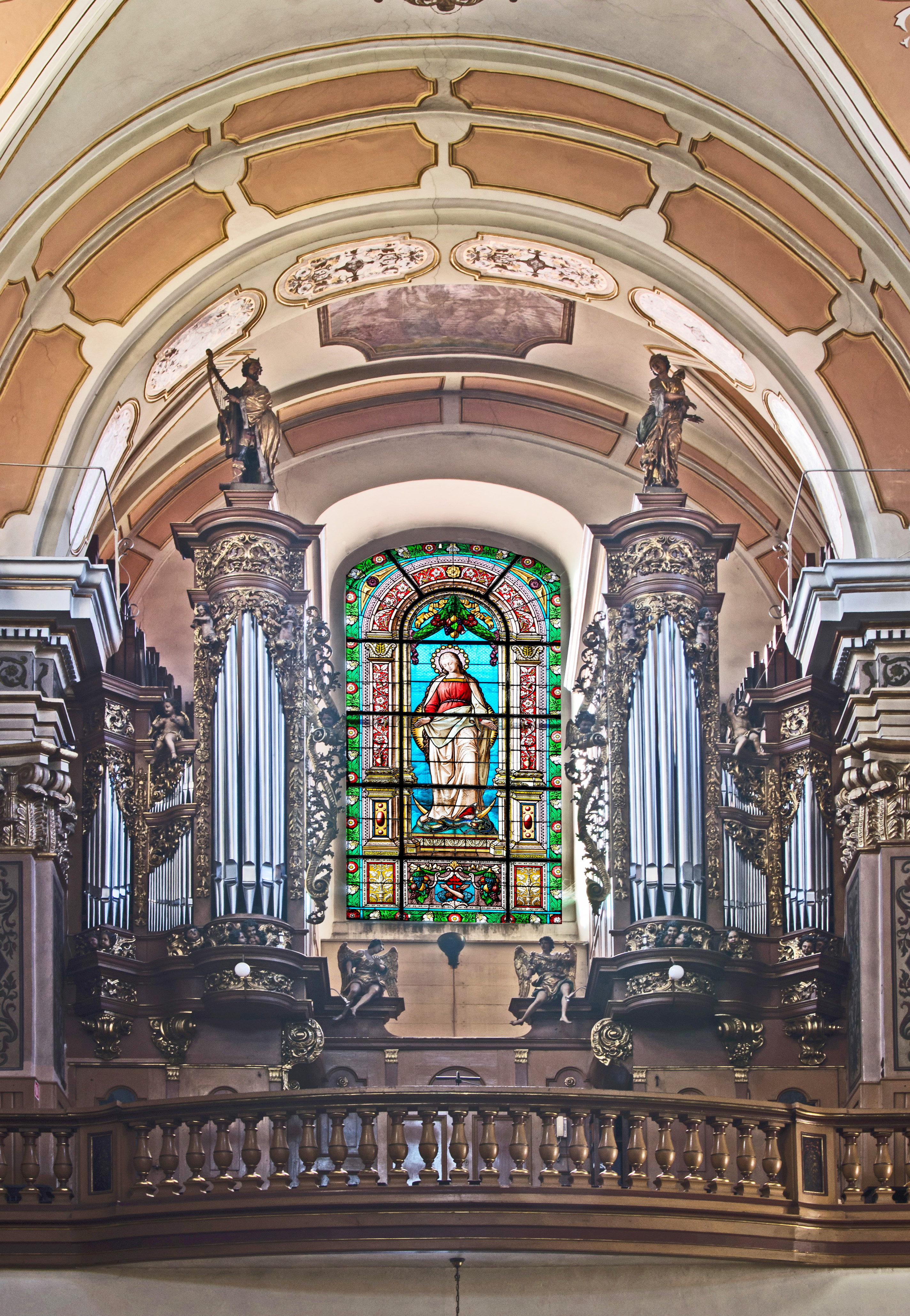
Orgelempore mit Marienfenster

Das Thema Maria Rosenkranzkönigin beherrscht die aus der zweiten Hälfte des 19. Jahrhunderts stammende Innenausstattung der Kirche. Es beginnt mit dem Retabel des Hauptaltars, welches die Krönung Mariens zum Thema hat, setzt sich über die Gemälde im Tonnengewölbe des Langhauses fort und endet schließlich im Farbglasbild der Westfassade im Orgelprospekt, das Maria als die Schlange zertretende Mondsichelmadonna darstellt.
Die Altäre in den Kapellen der Seitenschiffe sind gewidmet, links vorn beginnend, Unserer Lieben Frau vom Rosenkranz, Josef dem Arbeiter, der Pietà und den hll. Anna sowie auf der rechten Seite Franz von Assisi, Antonius von Padua, der Heiligen Familie und dem böhmischen Landesheiligen Johannes Nepomuk.